# 静岡市北部体育館
静岡市北部体育館（しずおかしほくぶたいいくかん）は、静岡県静岡市葵区松富四丁目にある市立体育館。
卓球、柔道、剣道、バスケットボール、テニス、バドミントン、バレーボール、ランニング（コース）などのスポーツ教室が催されているほか、スポーツ少年団も活動している。

## 交通
静岡駅9番乗り場よりしずてつジャストライン安倍線110中部運転免許センター行き終点下車。徒歩2分ほど。